# Kerk van Rellingen
De lutherse Kerk van Rellingen is een van de mooiste barokke gebouwen van de Duitse deelstaat Sleeswijk-Holstein. Naast de gebruikelijke erediensten wordt de kerk regelmatig gebruikt voor concerten.

## Geschiedenis

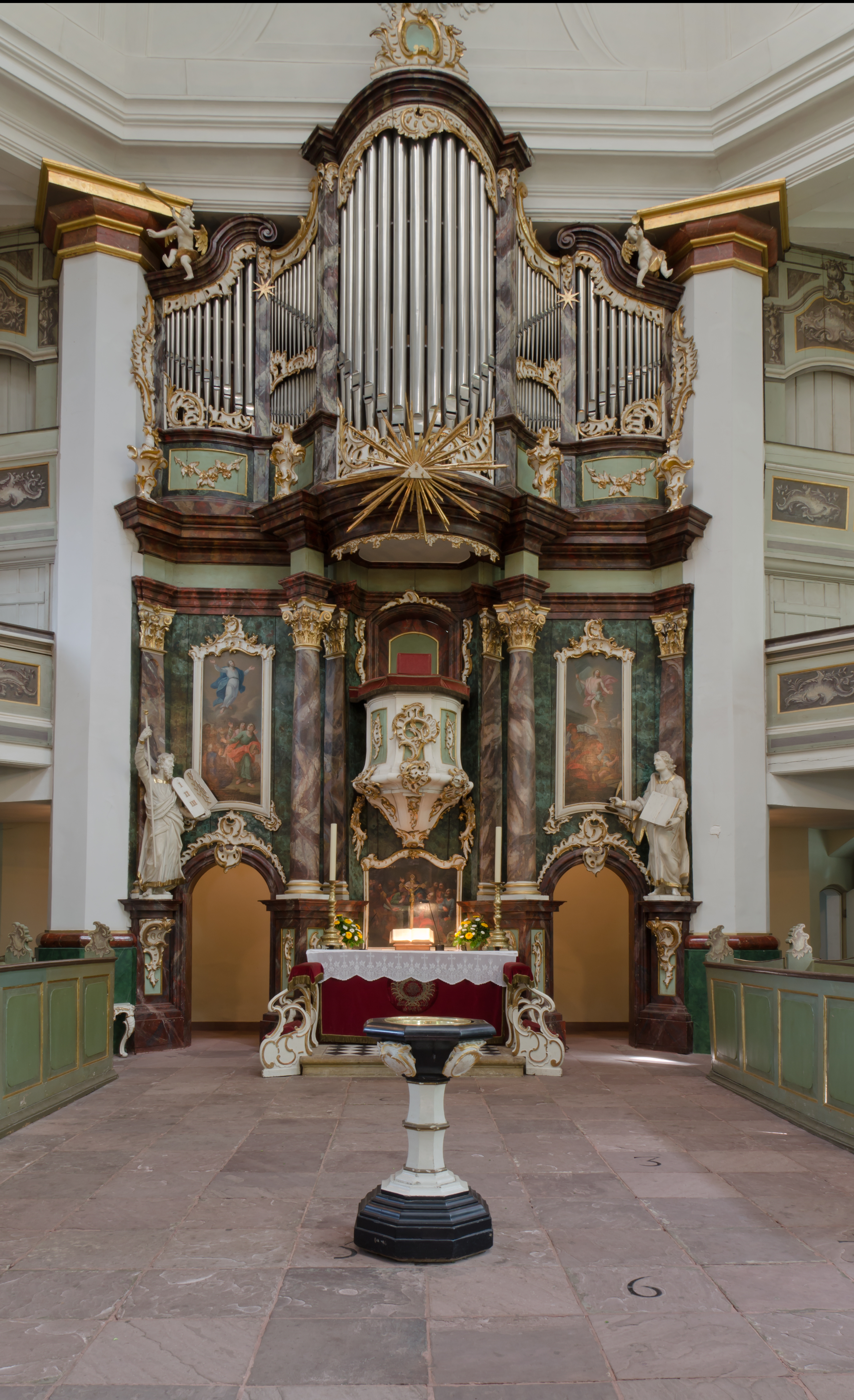
Kansel, altaar en orgel

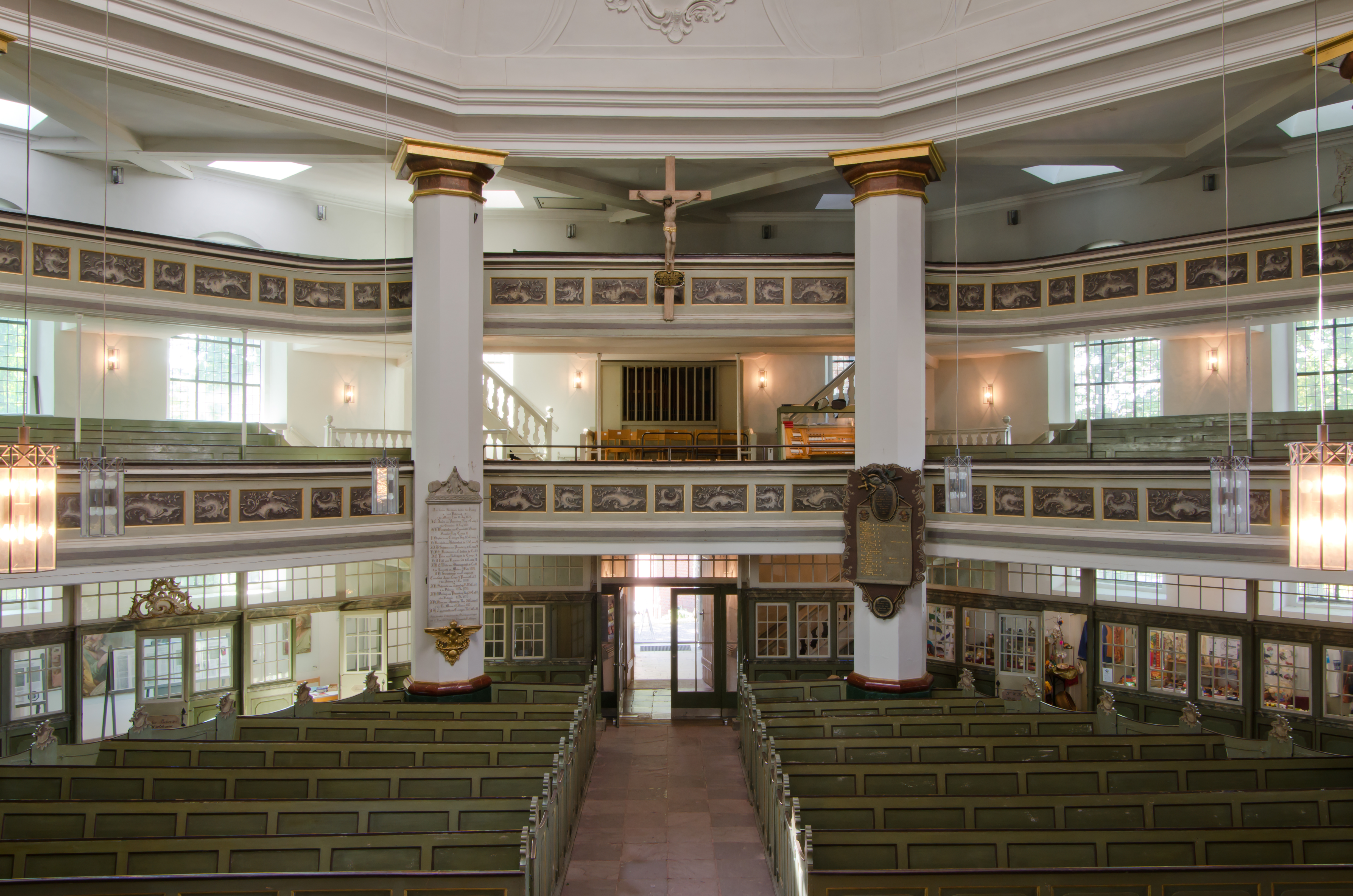
Blik op het interieur vanaf de kansel

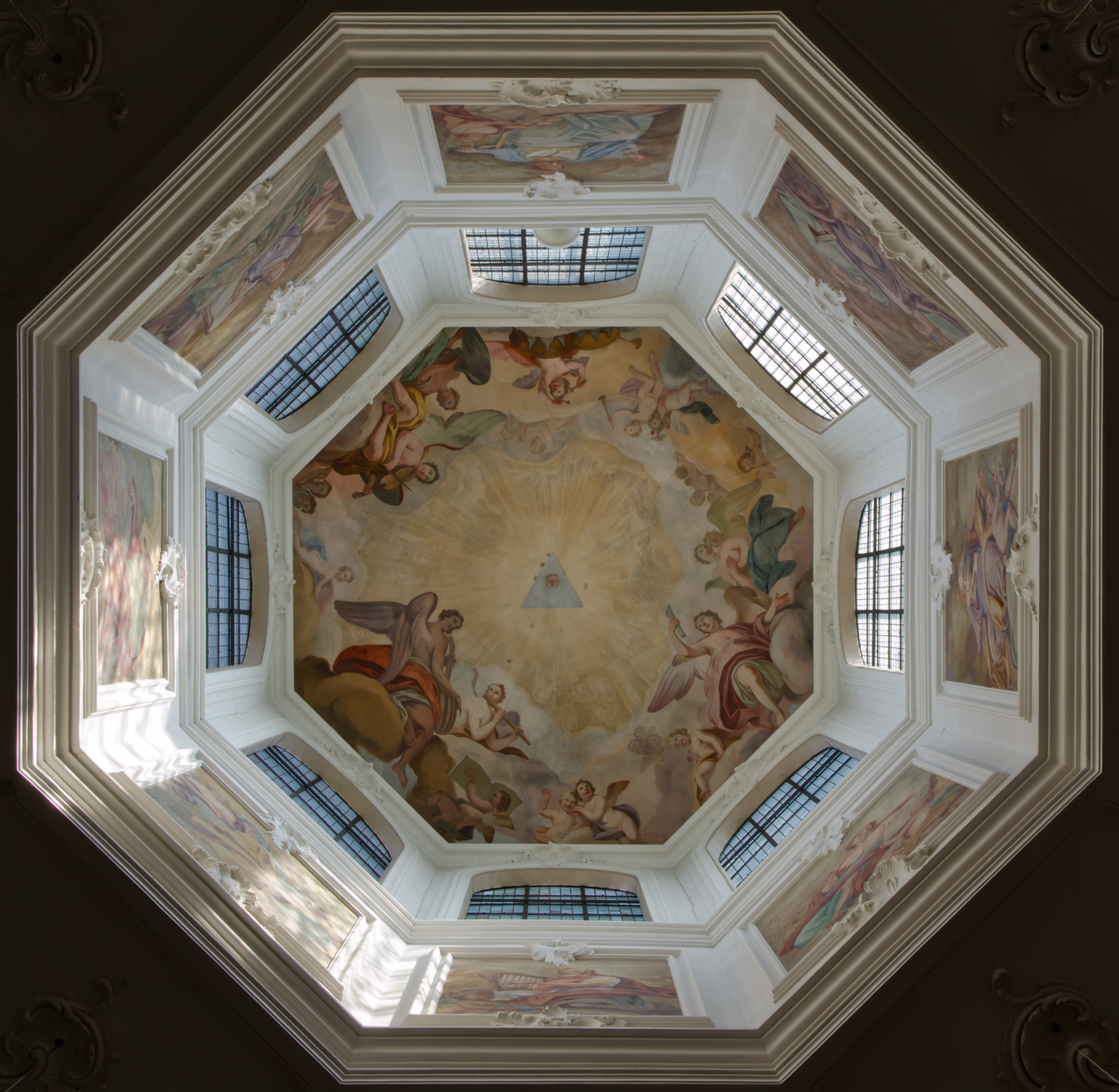
Blik in de lantaarn

Van de oude romaanse kerk, die vermoedelijk in de 2e helft van de 12e eeuw van veldstenen werd gebouwd, zijn alleen nog resten in de voet van de ronde toren over. Deze oudere kerk werd nog in het jaar 1584 met een zuidelijke aanbouw vergroot, maar gedurende de loop van de eeuw werd de kerk te klein en bouwvallig. Op de schade als gevolg de orkaan van 14 februari 1648 volgde slechts provisorisch herstel.
In de 18e eeuw gaf koning Frederik V van Denemarken en eveneens hertog van Holstein ten slotte de opdracht tot het bouwen van een geheel nieuwe kerk.

## De toren
De fundamenten en delen van de kern van de toren zijn nog romaans en dateren van de oude veldstenen kerk. Het oorspronkelijke gebouw is nog goed zichtbaar door de circa drie meter hoge granieten muur in de noordzijde van de toren. Vermoedelijk deed de ronde met bakstenen ommantelde schacht ook dienst als weertoren. Steunberen houden het bouwwerk op zijn plaats. In de jaren 1702-1703 kreeg de toren naar ontwerp van Jacob Bläser een barokke helm met daarop een slanke, meerzijdige spits. De karakteristieke draaiing in de spits kwam ten gevolge van weersinvloeden tot stand. Tegelijkertijd met de nieuwbouw van de kerk werd in 1755 in de toren het hoofdportaal geplaatst.

## De barokke kerk
In 1754 werd de oude romaanse kerk afgebroken en tot 1756 vervangen door de achthoekige nieuwbouw, die met de cantate Singet Gott, lobsinget seinem Namen van Georg Philipp Telemann werd ingewijd.
Architect was de Holsteinse Cay Dose, een van de leidende barokke architecten in de regio. Enige jaren eerder had hij de Sint-Trinitatiskerk in Altona laten bouwen (met eveneens een spits van Jacob Bläser). De kerk van Rellingen is net als de Trinitatiskerk van Altona een centraalbouw, maar groter. Het achthoekige bouwwerk werd van grote dubbele vensters voorzien en kreeg een koepelvormig mansardedak met dakkapellen dat door een hoge lantaarn bekroond werd. De vele ramen in het gebouw zorgen voor veel licht in de kerk. 
Het interieur wordt door acht machtige pijlers ondersteund. Aan de oostelijke kant van de kerk bevinden zich de kansel, het altaar en het orgel als één geheel. Alles is georiënteerd op de kansel en daarmee is de kerk van Rellingen een echte protestantse preekkerk. Tussen de pijlers werd een dubbele rij galerijen gebouwd, die samen met de banken in de kerkzaal plaats bieden aan circa 2000 gelovigen. Onder de galerijen bevinden zich door zelfstandige buitendeuren te betreden loges.
De laatbarokke binnenruimte is versierd met schilderijen, rocailledecoraties en stucwerk, het werk van de Italiaanse broers Francesco en Carlo Donato Martini.

## Trivia
Volgens geruchten zou de bouwer van de toren zich verhangen hebben omdat hij zich schaamde voor de enigszins hellende toren. Bewijzen hiervoor werden echter niet geleverd. De bouwer stierf op 30 mei 1712 met onbekende doodsoorzaak in Altona.